# اصحاب عليا (مقاطعة ديواندرة)
اصحاب عليا (بالفارسية: اصحاب علیا) هي قرية تقع في قسم حسين‌آباد الشمالي الريفي (مقاطعة ديواندرة) في إيران. يقدر عدد سكانها بـ 102 نسمة بحسب إحصاء 2016.